# David Lelei
David Lelei (* 10. Mai 1971; † 17. Februar 2010 zwischen Nakuru und Eldoret) war ein kenianischer Mittelstreckenläufer.

## Leben
Sein größter internationaler Erfolg war der Gewinn der Silbermedaille im 1500-Meter-Lauf bei den Panafrikanischen Spielen 1999 in Johannesburg. Über dieselbe Distanz belegte er bei den Leichtathletik-Weltmeisterschaften 1999 in Sevilla den siebten Rang. Bei den Leichtathletik-Hallenweltmeisterschaften 2001 in Lissabon wurde er im 800-Meter-Lauf Vierter.
David Lelei war 1,76 m groß und hatte ein Wettkampfgewicht von 60 kg. Am 17. Februar 2010 war er gemeinsam mit Moses Tanui in einen Verkehrsunfall verwickelt, bei dem er starb, während Tanui schwer verletzt überlebte.

## Bestleistungen
- 800 m: 1:43,97 min, 2. März 2000, Melbourne
- 1500 m: 3:31,53 min, 19. Juli 1998, Stuttgart